# Онар, Сыддык Сами
Сыддык Сами Онар (тур. Sıddık Sami Onar, 11 ноября 1897, Стамбул — 9 августа 1972, Стамбул) — турецкий юрист, специалист в области административного права.

## Биография
Сыддык Сами Онар родился в Стамбуле в семье Мелепкер и Абдуллаха Сами. Онар окончил лицей Вефа, затем юридический факультет Стамбульского университета. С 1925 года работал судьёй в Стамбуле. Одновременно с этим Онар преподавал в учебных заведениях. В 1933 году он был назначен преподавателем административного права в Стамбульском университете. На следующий год Онар получил должность декана. В 1946 году в университетах Турции была введена выборная система ректоров и Онар стал первым выборным ректором Стамбульского университета. С перерывами Сыддык Онар занимал пост ректора до 1963 года.
28 апреля 1960 года студенты Стамбульского университета проводили акции протеста против создания демократической партией комитета дознания. В ходе подавления студенческих выступлений полиция вошла в университет для ареста протестующих. Сыддык Онар выступил против нахождения полиции на территории учебного заведения, ссылаясь на автономный статус университета. Он сделал телефонный звонок министру внутренних дел Намыку Гедику, хотя последний согласился с доводами Онара, полиция продолжила свои действия. В ходе последовавших за этим столкновений между полицией и студентами Сыддык Сами Онар получил травму головы.
После переворота 1960 года Онар был назначен главой научного комитета, созданного для разработки новой Конституции. Впрочем, вскоре комитет был распущен. 28 октября 1960 года, после того, как военные отправили в отставку 147 преподавателей, Онар также подал в отставку в знак протеста, но новое правительство убедило его остаться.